# Haaway
Haaway (ook: Avai, Hábay, Hawaay, Haawaay) is een dorp in het district Baraawe in de gobolka (regio) Neder-Shabelle in Zuid-Somalië.
Haaway ligt aan de rivier de Shabelle, hemelsbreed 36 km ten westen van Baraawe en 205 km ten zuidwesten van Mogadishu, aan de weg van Baraawe naar Diinsoor. Het landschap rond Haaway is geheel vlak met irrigatiekanalen, sloten en rechthoekige landbouwkavels. Het dorp ligt 27 km van de kust van de Indische Oceaan. De kuststrook zelf is vrijwel onbewoond. Dorpen in de buurt zijn Dhayo en Mardhabaan die iets verder stroomopwaarts aan de Shabelle liggen. In de omgeving zijn veel dorpen verdwenen, die vaak nog wel op landkaarten staan, zoals Awal Buley, Shiikh Cabdi, Yataan, Biliq Roboow, Cusman Jeelle, Kawaaloow, Laab Kaban, Maftan en Malmalle.
Klimaat: Haaway heeft een tropisch savanneklimaat. De gemiddelde jaartemperatuur is 26,4 °C. April is de warmste maand, gemiddeld 28,1 °C; juli is het koelste, gemiddeld 25,1 °C. De jaarlijkse regenval bedraagt ca. 506 mm (ter vergelijking: in Nederland ca. 800 mm). Van december t/m maart is er een lang droog seizoen, direct gevolgd door een nat seizoen van april-juni. In de periode juli-november regent het af en toe, maar lijkt geen sprake van een echt regenseizoen. Mei is de natste maand met ca. 113 mm neerslag. Overigens kan e.e.a. van jaar tot jaar sterk verschillen.